# Нова хвиля (манґа)
Нова хвиля (яп. ニューゥェーブ) — рух в індустрії манґи, що виник наприкінці 1970-х — на початку 1980-х років. Критики та художники кинули виклик усталеним жанровим рамкам сьонен-манґи, сьодзьо-манґи та ґекіґи, запровадивши інноваційні засоби вираження й гендерно нейтральні підходи. Хоча стилі художників значно відрізнялися, ключовими характеристиками Нової хвилі стали візуальна мова Отомо Кацухіро, нові підходи до наукової фантастики, поява жанру яой (манґи про кохання між хлопцями) та менш жіночний стиль у сьодзьо-манзі. Рух був короткотривалим і зосередженим навколо невеликих манґа-журналів, ініційованих критиками, але мав значний вплив на подальший розвиток комерційної манґи.

## Історія
До 1960-х років індустрія манґи в Японії поділялася на чотири основні жанри: сьонен, сьодзьо, гекіґа та сейнен. Лише кілька експериментальних журналів, таких як Garo і COM, відходили від цієї моделі.
Наприкінці 1970-х років члени Meikyū (яп. 迷宮 (同人サークル) — колективу критиків манґи, активних у спільноті додзінсі та засновників Comiket — започаткували низку незалежних журналів і антологій манґи. Такі видання, як June, Peke, Shōnen Shōjo SF Manga Kyōsaku Taizenshu, Bessatsu Kisōtengai SF Manga Taizenshu та Mankinchō, публікували роботи як відомих авторів, так і нових митців із додзінсі-сцени. Художники, представлені в цих журналах, порушували традиційні жанрові рамки манґи та виходили за межі гендерних розподілів між сьонен і сьодзьо.
Термін «Нова хвиля» вперше з'явився в маніфесті Томохіко Муракамі, опублікованому в жовтневому номері журналу Comic Again (колишній Peke) за 1979 рік. Муракамі використовував цей термін для опису нової художньої течії, що відзначалася винятковою індивідуальністю та протистояла традиційній жанровій категоризації манґи. Серед найвидатніших представників руху був Отомо Кацухіро. До Нової хвилі також належали Нома Саеба, Хісаічі Ішіі, Фумі Саймон, Юкіо Кавасакі, Фуміко Такано, Джун Ісікава, Кейзо Міяніші, Йосуке Такахасі, Хіросі Масумура та Дайдзіро Морохоші, хоча їхні стилі були дуже різними .
Зі зростанням популярності багато митців перейшли до сейнен-журналів великих видавництв, таких як Young Magazine (Kodansha) та Big Comic Spirits (Shogakukan). Водночас бум наукової фантастики початку 1980-х років пішов на спад, що призвело до згасання руху та закриття малих незалежних журналів.

## Стиль
Наукова фантастика відігравала важливу роль у Новій хвилі, адже багато пов'язаних із рухом журналів публікували саме науково-фантастичну манґу. Кентаро Мізумото пояснює це загальним бумом наукової фантастики в той час, що давало можливість менш відомим авторам активно експериментувати. Він також припускає, що письменники-фантасти нової хвилі, зокрема Філіп К. Дік і Дж. Г. Баллард, вплинули на манґак, які стали більше схилятися до філософських, спекулятивних або абсурдистських підходів, а не до традиційних мотивів космічної опери. Прикладом цього є Fujōri Nikki (1979) Хідео Азуми, що слугував пародією на наукову фантастику та втілював її концепції в дусі Нової хвилі.
Рух також стирав гендерні межі, властиві індустрії манґи, яка була чітко поділена на сьодзьо (для дівчат) і сьонен (для хлопців). Під впливом групи Year 24 Group, що оновила сьодзьо-манґу в 1970-х роках, жанр став «менш дівочим». Теми гомосексуальності й сексу більше не були табуйованими, що сприяло появі жанру яой (англ. boys’ love), особливо завдяки журналу June. Художниці Ясуко Саката, Акімі Йосіда та Фуміко Такано публікувалися як у традиційних комерційних журналах (Petit Flower, LaLa), так і в незалежних виданнях (June, Manga Shōnen, Pretty Pretty).
У той же час журнали, орієнтовані на чоловічу аудиторію, почали приймати естетику сьодзьо-манґи. Авторки, такі як Фумі Саймон і Руміко Такахаші, регулярно публікувалися в сейнен-журналах (Young Magazine, Big Comic Spirits). Навіть еротичний журнал Manga Burikko, під керівництвом Ейдзі Оцуки, зосередився на концепціях Нової хвилі.
Окрім того, манґа проникла в журнали панк- і нью-вейв-субкультур, такі як Bikkuri House і Takarajima, де малюнок поєднувався з ілюстрацією, виходячи за межі традиційного манґа-стилю. Серед художників, які публікувалися в цих виданнях, були Йошікадзу Ебісу та Сігеру Тамура.

## Вплив
Деякі художники Нової хвилі, як-от Кацухіро Отомо, досягли успіху в комерційних журналах 1980-х років. Візуальні прийоми цього руху поступово інтегрувалися в мейнстрім. На таких авторів, як Кіоко Оказакі, Мінетаро Мочідзукі, Таййо Мацумото та Усамару Фуруя, значною мірою вплинула Нова хвиля. Мізумото також відзначає її спадщину в пізніших журналах Comic Cue і Manga Erotics F.

## Сприйняття
Критик манґи Ейдзі Оцука, який сам був частиною руху, критикував Нову хвилю за надмірну увагу до «методу» на шкоду змісту. На його думку, це призвело до появи численних імітацій і комерціалізації стилю. Оцука порівнював Нову хвилю з Year 24 Group, зазначаючи, що остання здійснила глибшу трансформацію індустрії.
Художник Хідео Азума, якого намагалися зарахувати до руху, відмовився від цього визначення. Критик Нацуме Фусаносуке пізніше зазначив, що основою Нової хвилі була група молодих митців без глибокої теоретичної підготовки.